# Meister Nadelöhr erzählt
Meister Nadelöhr erzählt bzw. Zu Besuch im Märchenland war eine Kindersendung des Deutschen Fernsehfunks, die am Sonntagnachmittag im DDR-Fernsehen lief. Die Sendungsausgaben waren 30 Minuten lang. Erzähler und Moderator war bis zu seinem Tode im Juni 1976 Eckart Friedrichson; danach verzichtete man zunächst auf eine Neubesetzung und ließ den Fokus auf das Sandmännchen und seine Freunde Pittiplatsch und Schnatterinchen. Umbenannt in „Zu Besuch im Märchenland“ stieß 1978 Klaus-Peter Pleßow als Meister Nadelöhr-Nachfolger hinzu.
Neben Friedrichson als Meister Nadelöhr waren der Bär Bummi, der Postbote „Meister Briefmarke“ (Heino Winkler), der Papagei Feffi (Gerd E. Schäfer), der von Jiří Vršťala dargestellte populäre Clown Ferdinand und ab 1959 auch Frau Puppendoktor Pille zu Gast. Schnatterinchen trat erstmals 1959 auf und wurde von Heinz Schröder und Friedgard Kurze geschaffen. Pittiplatsch hatte seinen ersten Auftritt am 17. Juni 1962. Die Figur wurde von Inge Trisch erdacht. In den 1970er Jahren kam noch Moppi, der Hund, hinzu, der von Ingeborg und Günther Feustel erdacht wurde. Diese schrieben auch den Großteil der Geschichten. Die Gestaltung der Puppen übernahm Emma-Maria Lange.